# ميكي أوسوليفان
ميكي أوسوليفان (بالإنجليزية: Mickey O'Sullivan)‏ هو لاعب كرة القدم الغالية أيرلندي، ولد في 14 أبريل 1952 في Kenmare ‏ في جمهورية أيرلندا.